# نهائي كأس أوروبا 1962
نهائي كأس أوروبا 1962 كانت مباراة كرة قدم أقيمت على الملعب الأولمبي في مدينة أمستردام يوم 2 مايو 1962. كانت المُباراة بين نادي بنفيكا ونادي ريال مدريد والذي فاز بها بنفيكا بخمسة أهداف مقابل ثلاثه، وحقق نادي بنفيكا ثاني لقب له في هذه البطولة، وكان هذا أول نهائي يخسره النادي الملكي من أصل 3 نهائيات خسرها بعد ذلك في دوري أبطال أوروبا.

## عن الفريقين

### بنفيكا
| تاريخ بنفيكا في نهائيات دوري أبطال أوروبا | تاريخ بنفيكا في نهائيات دوري أبطال أوروبا | تاريخ بنفيكا في نهائيات دوري أبطال أوروبا | تاريخ بنفيكا في نهائيات دوري أبطال أوروبا | تاريخ بنفيكا في نهائيات دوري أبطال أوروبا | تاريخ بنفيكا في نهائيات دوري أبطال أوروبا |
| النسخة                                    | المركز                                    | الخصم                                     | النتيجة                                   | المكان                                    | الحضور                                    |
| كأس أوروبا (النظام القديم)                | كأس أوروبا (النظام القديم)                | كأس أوروبا (النظام القديم)                | كأس أوروبا (النظام القديم)                | كأس أوروبا (النظام القديم)                | كأس أوروبا (النظام القديم)                |
| ----------------------------------------- | ----------------------------------------- | ----------------------------------------- | ----------------------------------------- | ----------------------------------------- | ----------------------------------------- |
| 1961                                      | البطل                                     | برشلونة                                   | 2–3                                       | ملعب وانكدورف، برن                        | 26,732                                    |

### ريال مدريد
| تاريخ ريال مدريد في نهائيات دوري أبطال أوروبا | تاريخ ريال مدريد في نهائيات دوري أبطال أوروبا | تاريخ ريال مدريد في نهائيات دوري أبطال أوروبا | تاريخ ريال مدريد في نهائيات دوري أبطال أوروبا | تاريخ ريال مدريد في نهائيات دوري أبطال أوروبا | تاريخ ريال مدريد في نهائيات دوري أبطال أوروبا |
| النسخة                                        | المركز                                        | الخصم                                         | النتيجة                                       | المكان                                        | الحضور                                        |
| كأس أوروبا (النظام القديم)                    | كأس أوروبا (النظام القديم)                    | كأس أوروبا (النظام القديم)                    | كأس أوروبا (النظام القديم)                    | كأس أوروبا (النظام القديم)                    | كأس أوروبا (النظام القديم)                    |
| --------------------------------------------- | --------------------------------------------- | --------------------------------------------- | --------------------------------------------- | --------------------------------------------- | --------------------------------------------- |
| 1956                                          | البطل                                         | ستاد ريمس                                     | 3–4                                           | بارك دي برينس، باريس                          | 38,239                                        |
| 1957                                          | البطل                                         | فيورنتينا                                     | 0–2                                           | سانتياغو بيرنابيو، مدريد                      | 124,000                                       |
| 1958                                          | البطل                                         | ميلان                                         | 2–3 (ب.و.إ)                                   | الملك بودوان، بوركسل                          | 67,000                                        |
| 1959                                          | البطل                                         | ستاد ريمس                                     | 0–2                                           | مرسيدس بنز أرينا، شتوتغارت                    | 72,000                                        |

## النهائي

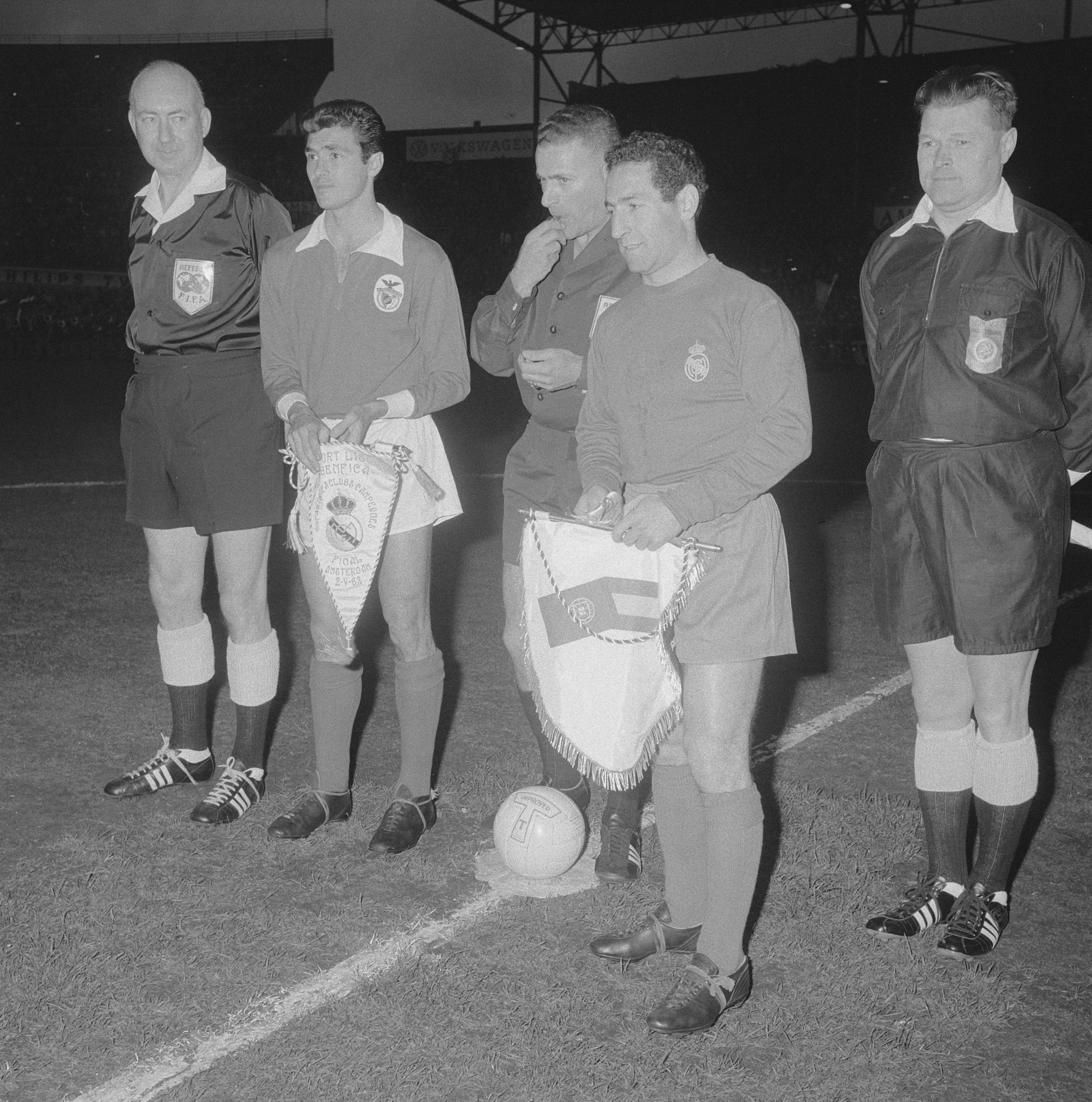
The referees, and captains José Águas and Francisco "Paco" Gento before kick-off

### التفاصيل
| ريال مدريد             | 5-3    | بنفيكا                                                    |
| ---------------------- | ------ | --------------------------------------------------------- |
| بوشكاش ، 18'، 23'، 39' | Report | أغواس 25' · كافيم 33' · كولونا 50' · أوزيبيو 64 (ض.ج),69' |

| ريال مدريد | بنفيكا |

|                |    |                     |
| GK             | 1  | خوسيه أراكيستان     |
| DF             | 2  | بيدرو كاسادو        |
| DF             | 3  | فيسنتي ميرا         |
| DF             | 4  | رافاييل هيرنانديز   |
| DF             | 5  | خوان سانتيستيبان    |
| MF             | 6  | باكين               |
| MF             | 7  | جوستو تيخادا        |
| MF             | 8  | لويس ديل سول        |
| MF             | 9  | ألفريدو دي ستيفانو  |
| FW             | 10 | بوشكاش              |
| FW             | 11 | فرانشيسكو خينتو (ك) |
| المدرب:        |    |                     |
| لويس كارنيلجيا |    |                     |

|             |    |                         |
| GK          | 1  | ألبيرتو دا كوستا بيريرا |
| DF          | 2  | ماريو جواو              |
| DF          | 3  | جيرمانو دي فيكوريدو     |
| DF          | 4  | أنغيلو مارتينز          |
| MF          | 5  | دوميسيانو كافيم         |
| MF          | 6  | فيرناندو كروز           |
| FW          | 7  | جوزيه نيتو              |
| FW          | 8  | أوزيبيو                 |
| FW          | 9  | خوسيه أغواس (ك)         |
| MF          | 10 | ماريو كولونا            |
| FW          | 11 | أنتونيو سيمويس          |
| المدرب:     |    |                         |
| بيلا غوتمان |    |                         |